# Talaia de Gaspar
La Talaia de Gaspar és una muntanya de 303 metres que es troba al municipi de el Pinell de Brai, a la comarca de la Terra Alta.